# Katja Haller
Katja Haller (Vipiteno, 12 gennaio 1981) è un'ex biatleta italiana.

## Biografia
Buona tiratrice al poligono, la Heller faticava molto a tenere il passo delle migliori sugli sci: proprio per questo i risultati migliori, oltre che nella staffetta, li ha ottenuti nell'individuale, dove il poligono ha rilevanza maggiore rispetto alle altre gare.
Originaria della Val Ridanna (Racines), è entrata a far parte della nazionale italiana nel 1999. In Coppa Europa ha esordito nel 2002 nell'inseguimento di Windischgarsten-Rosenau/Obertilliach, chiuso al 9º posto, e ha conquistato il primo podio nel 2004 nello sprint di Méribel (3ª). In Coppa del Mondo ha esordito nel 2001 nello sprint di Hochfilzen, chiuso al 91º posto, ha conquistato il primo podio, un secondo posto, nella staffetta mista di Pyeongchang del 2008.
Ha partecipato a tre Giochi olimpici invernali - Salt Lake City 2002 (47ª in individuale, 11ª in staffetta), Torino 2006 (53ª in sprint, non conclude l'inseguimento) e Vancouver 2010 (38ª in sprint, 51ª in inseguimento, 18ª in individuale, 11ª in staffetta) - e a sei edizioni dei Campionati mondiali: Chanty Mansijsk 2003 (76ª in sprint), Oberhof 2004 (47ª in individuale), Hochfilzen 2005 (13ª in staffetta, 68ª in sprint), Anterselva 2007 (6ª in staffetta mista, 12ª in individuale, 26ª in partenza in linea, 40ª in inseguimento, 8ª in staffetta, 38ª in sprint), Östersund 2008 (42ª in individuale, 10ª in staffetta, 68ª in sprint) e Pyeongchang 2009 (7ª in staffetta mista, 17ª in individuale, 24ª in partenza in linea, 25ª in inseguimento, non conclude in staffetta, 25ª in sprint). In carriera ha partecipato anche a due edizioni dei Mondiali di biathlon estivo, vincendo due medaglie di bronzo: nella staffetta femminile a Forni Avoltri 2003 e nella staffetta mista nel 2008 in Alta Moriana.
Si è ritirata al termine della stagione 2012.

## Palmarès

### Coppa del Mondo
- Miglior piazzamento in classifica generale: 42ª nel 2009
- 2 podi (entrambi a squadre):
  - 1 secondo posto
  - 1 terzo posto

### Coppa Europa
- Miglior piazzamento in classifica generale: 11ª nel 2004[1]
- 4 podi:
  - 4 terzi posti

### Campionati italiani
- 9 medaglie[1]:
  - 1 oro (inseguimento nel 2007)
  - 6 argenti (partenza in linea nel 2004; sprint nel 2005; sprint nel 2007; sprint, inseguimento nel 2009; inseguimento nel 2010)
  - 6 bronzi (sprint, inseguimento nel 2002; inseguimento nel 2005; partenza in linea nel 2007; partenza in linea, sprint nel 2008)

### Campionati italiani juniores
- 4 medaglie[1]:
  - 4 ori (partenza in linea, inseguimento, sprint, individuale nel 2001)

### Mondiali di biathlon estivo
- 2 medaglie:
  - 2 bronzi (staffetta femminile a Forni Avoltri 2003; nella staffetta mista ad Alta Moriana 2008)